# Pehr Granstedt

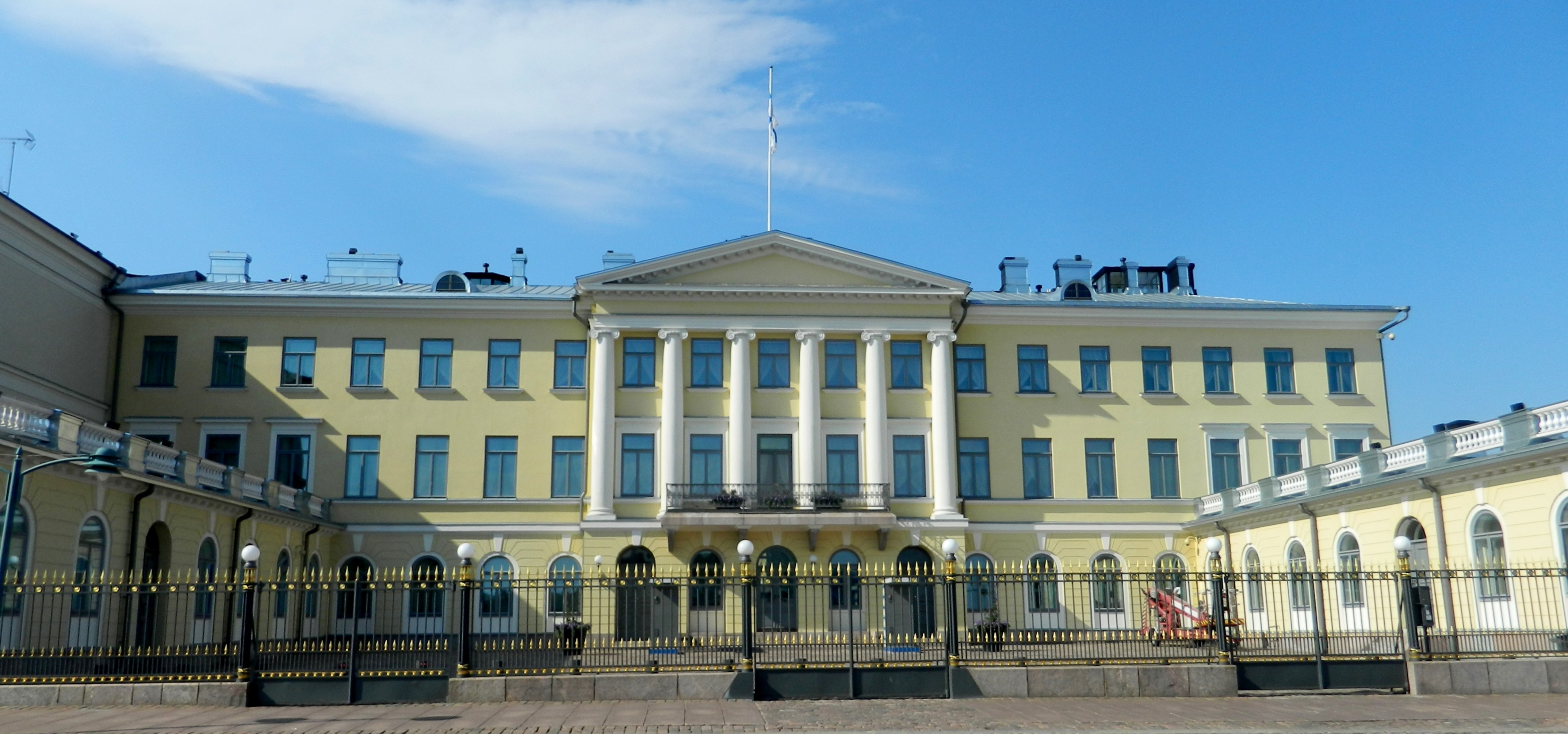
Presidentens slott.

Pehr Granstedt, född 22 oktober 1764 i Karlskrona, död 20 maj 1828 i Helsingfors, var en svensk fortifikationsofficer. Han var far till Anders Fredrik Granstedt. 
Efter att ha flyttat till Finland på 1790-talet medverkade Granstedt i byggandet av befästningarna i Hangö och tjänstgjorde därefter på Sveaborg. Under finska kriget 1808–1809 tillfångatogs han av ryssarna, verkade efter fredsslutet i Kuopio och flyttade 1814 till Helsingfors, där han blev stadsingenjör 1818. Han var en framstående arkitekt vad gäller bostadshus och ritade flera byggnader vid Norra Esplanaden, däribland den byggnad vid Salutorget (1814), som senare blev kejserligt palats och numera är Presidentens slott, köpman Jegor Uschakoffs hus (1815–1816) och Hotell Kleineh (1819) vid hörnet av Unionsgatan. Han ritade även huvudbyggnaderna på  Rilax i Bromarv (1806) och Hertonäs gård i Helsinge socken (1815).